# Piandimeleto
Piandimeleto – miejscowość i gmina we Włoszech, w regionie Marche, w prowincji Pesaro i Urbino.

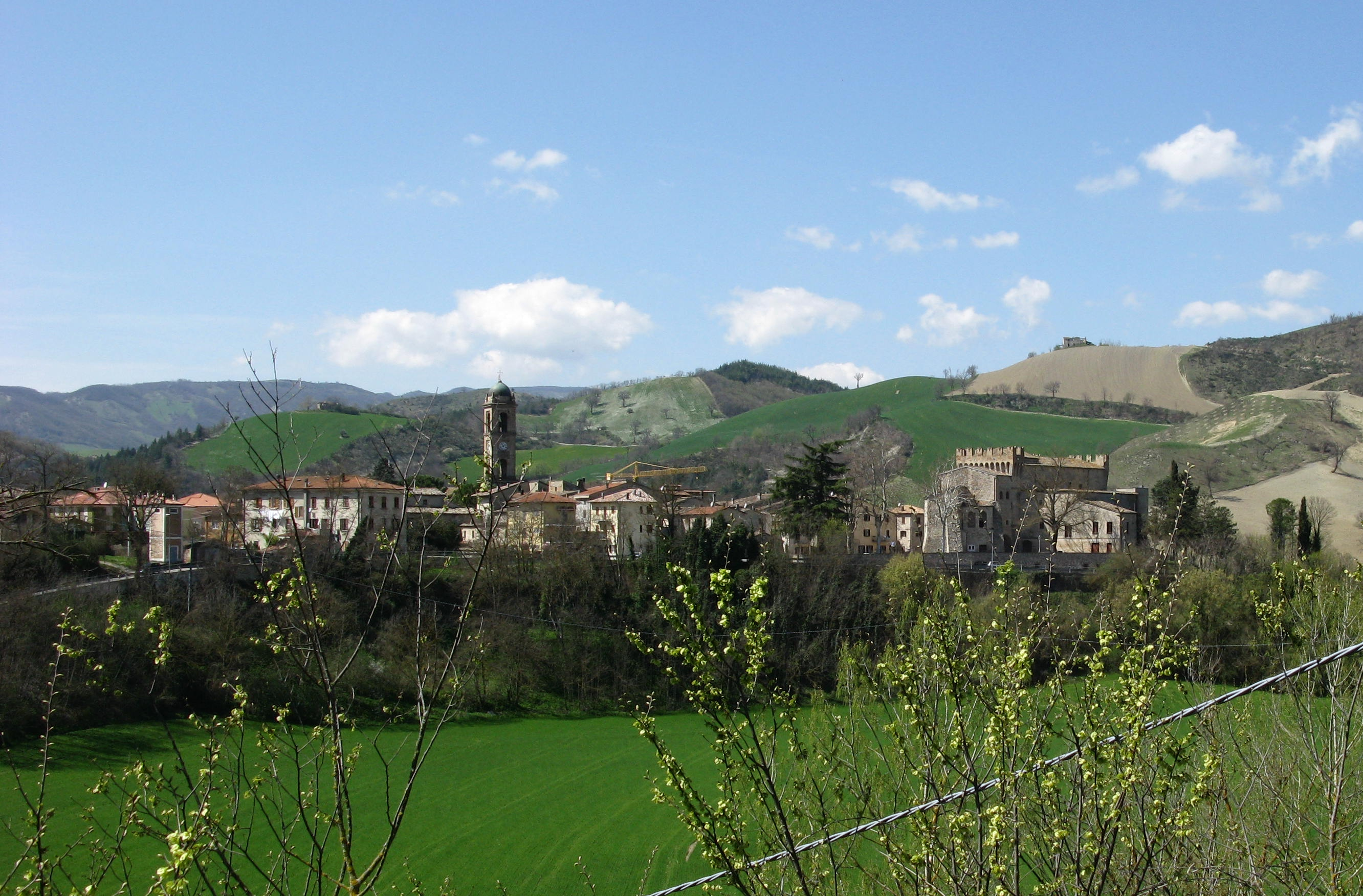
Piandimeleto

Według danych na rok 2004 gminę zamieszkiwały 1964 osoby, 50,4 os./km².